# Киняев, Олег Владимирович
Олег Владимирович Киняев (13 декабря 1964, Харьков — 25 июня 2014, Санкт-Петербург) — советский и российский органист. Главный органист Мариинского театра (с 2005 года). Сын певца Владимира Киняева.

## Биография
Окончил Хоровое училище имени М. И. Глинки при Государственной академической капелле Ленинграда (1982). Затем в Ленинградской государственной консерватории им. Н. А. Римского-Корсакова изучал фортепиано у Д. А. Светозарова и Л. Я. Вагиной и орган под руководством Н. И. Оксентян. Совершенствовал своё мастерство у Иоахима Кунце в Гамбурге и у Андре Изуара в Париже. В 1986 году победил на Всесоюзном конкурсе органистов.
С 1986 года был главным органистом Дома органной и камерной музыки Харьковской филармонии, затем занимал ту же должность в Петербургской капелле. В 2005 году был приглашён на должность главного органиста Мариинского театра. При инаугурации нового органа в 2009 году показал себя, по мнению композитора Владимира Раннева, «блестящим мастером — техничным виртуозом и глубоким музыкантом».
Также преподавал в Хоровом училище им. М. И. Глинки и Санкт-Петербургском государственном университете.
Записал пять компакт-дисков.
Умер в возрасте 49 лет. Похоронен на Волковском кладбище.